# دافولي
دافولي؛ (كالابريان : Dàvuli أو Dàvule ؛ (باليونانية: Diavoloi)‏ هي بلدة ومدينة في مقاطعة كاتانزارو، التي في منطقة كالابريا بجنوب إيطاليا.